# Marek Rybiński
Marek Rybiński, SDB (ur. 11 maja 1977 w Koszalinie, zm. 18 lutego 2011 w Manubie) – polski duchowny katolicki, salezjanin, misjonarz.
Święcenia kapłańskie przyjął w 2005 r. w Łodzi. W latach 2005–2006 pracował w Salezjańskim Ośrodku Misyjnym w Warszawie. W latach 2006–2007 kierował Oratorium św. Jana Bosko w Olsztynie. Od 2007 roku pracował w szkole podstawowej, prowadzonej przez salezjan w Manubie, w Tunezji. Został zamordowany 18 lutego 2011.
23 lutego 2011 roku został odznaczony pośmiertnie Krzyżem Oficerskim Orderu Odrodzenia Polski.

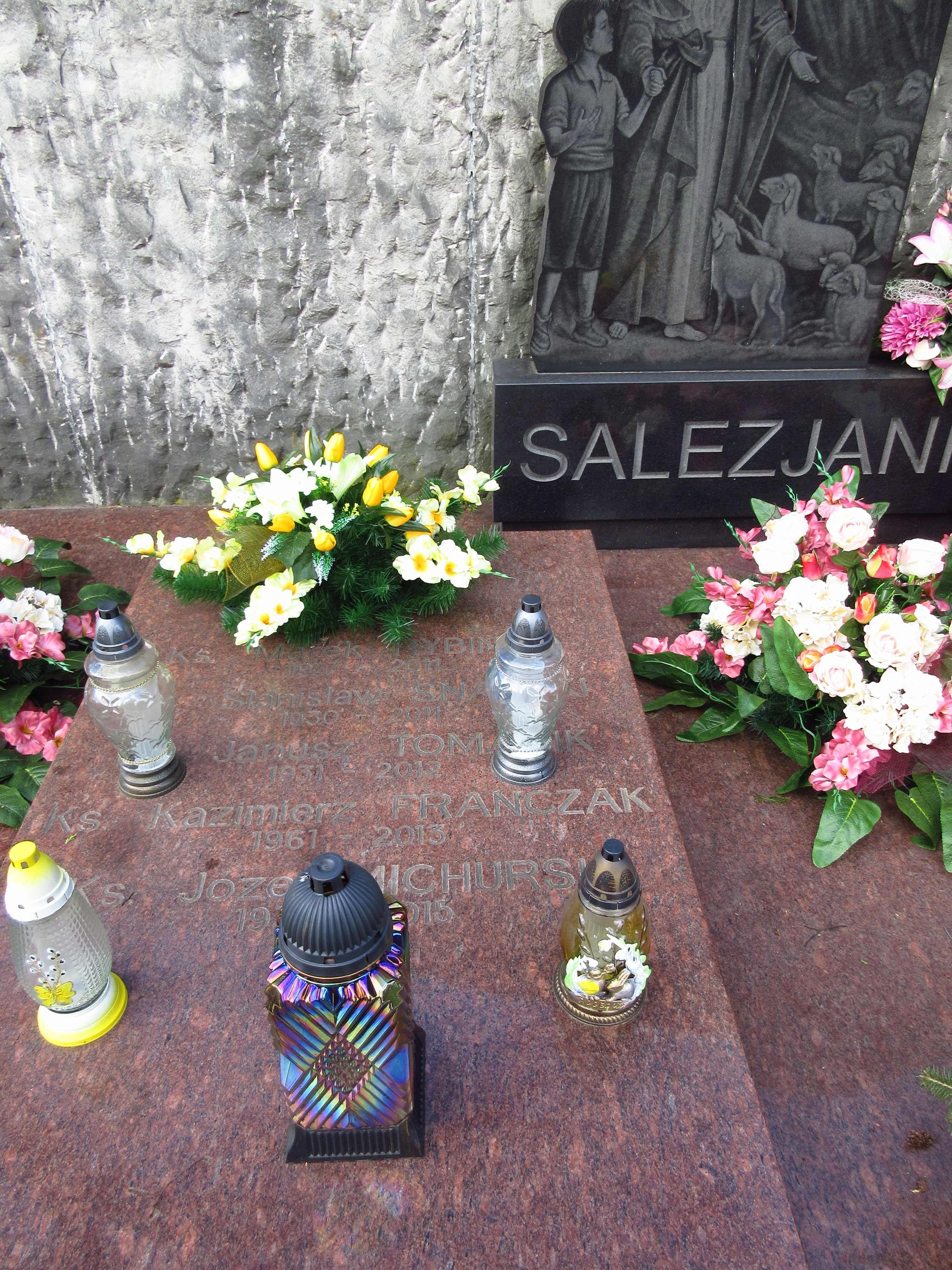
Grób księdza Marka Rybińskiego na Cmentarzu Bródnowskim.

Pochowany na cmentarzu Bródnowskim w grobie salezjańskim (kw. 1B-1-22/26).